# Emese Szászová
Emese Szászová (* 7. září 1982 Budapešť, Maďarsko) je maďarská sportovní šermířka, která se specializuje na šerm kordem.
Maďarsko reprezentuje od prvního desetiletí jednadvacátého století. Na olympijských hrách startovala v roce 2008, 2012 a 2016 v soutěži jednotlivkyň. V soutěži jednotlivkyň získala na olympijských hrách 2016 zlatou olympijskou medaili. V roce 2010 obsadila druhé a v roce 2006, 2013 třetí místo na mistrovství světa v soutěži jednotlivkyň a v roce 2013, 2015, 2016 obsadila třetí místo na mistrovství Evropy. S maďarským družstvem kordistek vybojovala v roce 2005 druhé místo na mistrovství světa v roce 2004, 2006, 2007 druhé místo na mistrovství Evropy.